# Villaggio Resta
Villaggio Resta is een plaats (frazione) in de Italiaanse gemeente Nardò.